# Nieuw-Guinese slangenhalsschildpad
De Nieuw-Guinese slangenhalsschildpad (Chelodina novaeguineae) is een schildpad uit de familie slangenhalsschildpadden (Chelidae).

## Naam en indeling
De wetenschappelijke naam van de soort werd voor het eerst voorgesteld door George Albert Boulenger in 1888. Oorspronkelijk werd de wetenschappelijke naam Chelodina novae-guineae gebruikt. De soortaanduiding novaeguineae betekent vrij vertaald 'van Nieuw-Guinea', en slaat op een deel van het natuurlijke verspreidingsgebied van de schildpad.

## Uiterlijke kenmerken
De Nieuw-Guinese slangenhalsschildpad bereikt een maximale schildlengte tot 30 centimeter. De schildpad lijkt sterk op de verwante langnekslangenhalsschildpad (Chelodina longicollis) die echter wat kleiner blijft. Het schild van de Nieuw-Guinese slangenhalsschildpad is daarnaast ook ronder van vorm en is duidelijk verbreed aan de achterzijde. De marginale schilden aan weerszijden zijn bij oudere dieren soms opwaarts gekruld. Het rugschild is bruin tot oranjebruin of grijs tot soms zwart van kleur, het grote buikschild heeft een gele kleur.
Juveniele dieren hebben bonte vlekken aan het buikschild, de marginaalschubben en de bovenzijde van de hals. Deze vlekken kunnen een gele of oranje of soms rode kleur hebben.
De kop is relatief groot en breed en heeft een ronde achterzijde, de kop is bruin tot oranje of soms zwart van kleur. De onderkaak is verbreed wat waarschijnlijk een aanpassing is op het menu. Aan de nek zijn kleine uitsteekseltjes aanwezig die ronder en platter zijn in vergelijking met andere soorten uit het geslacht zoals de langnekslangenhalsschildpad. Na iets meer dan twee maanden kruipen de jongen uit het ei, ze hebbene en geboortegewicht van ongeveer 5,5 gram.

## Levenswijze
De Nieuw-Guinese slangenhalsschildpad leeft voornamelijk van slakken, daarnaast worden ook wel insecten, kleine kreeftachtigen en waterplanten gegeten. De vrouwtjes graven hun nesten van september tot oktober in zanderige bodems. Ieder nest bevat ongeveer tien tot twintig eieren die een witte kleur hebben en een ovale vorm hebben. De eieren zijn 22 centimeter breed en 32 cm lang.

## Verspreiding en habitat
De schildpad komt voor in delen van Australië, Nieuw-Guinea en Indonesië. In Australië is de schildpad bekend uit de staten Noordelijk Territorium en Queensland en in Indonesië komt de soort alleen voor op het eiland RotiIn Nieuw-Guinea is de soort alleen in het zuidwesten aangetroffen. in delen van Papoea-Nieuw-Guinea. De habitat bestaat uit moerassen die een deel van het jaar droogvallen. De schildpad overzomert dan of gaat op zoek naar andere wateren.

## Beschermingsstatus
Door de internationale natuurbeschermingsorganisatie IUCN is de beschermingsstatus 'veilig' toegewezen (Least Concern of LC). De Nieuw-Guinese slangenhalsschildpad is populair in de handel in exotische dieren en wordt veel gevangen in het wild voor de export.